# Tisovské rybníky
Tisovské rybníky jsou přírodní rezervace ev. č. 1268 severovýchodně od obce Staré Sedliště v okrese Tachov. Oblast spravuje Krajský úřad Plzeňského kraje. Rezervace se rozkládá na náhorní planině podhůří Českého lesa v nadmořské výšce 470 až 500 metrů jižně a východně od Tisové a Starého Sedliště.
Přírodní rezervace zahrnuje několik rybníků, kterými jsou Andělský, Bezděkovský, Borský, Malý a Velký Podveský a Velký Jemnický. Celková rozloha Přírodní rezervace je 83 ha, přičemž největší plochu zaujímá rybník Borský (cca 25 ha). Na březích rybníků se nacházejí úseky, které tvoří tzv. ochranné pásmo. Převážná část ochranného pásma tvoří zemědělsky využívané plochy. Příkladem mohou býti rozsáhlé zatravněné plochy využívané jako pastviny na březích Velkého a Malého Podveského rybníka.
Vodní soustava patří k jedné z nejvýznamnějších rybničních soustav v Plzeňském kraji.

## Rybníky
- Andělský (6 ha)
- Borský (25 ha)
- Bezděkovský (8 ha)
- Velký Podveský (8 ha)
- Malý Podveský (2 ha)
- Velký Jemnický (20 ha)

### Charakteristika rybníků
Andělský rybník je typický svými plochými břehy, které jsou obklopeny rákosinami a orobincem. Jedná se o mělký, nebeský rybník, na jehož úsecích směřujících ke středu hladiny vynikají porosty tvořené žabníkem jitrocelovým (Alisma plantagoaquatica). Z ptáků zde můžeme spatřit početná hejna hus velkých (Anser anser), jeřáby popelavé (Grus grus), čírky obecné (Anas crecca), lysky černé (Fulica atra) a v brzkých ranních hodinách i chřástaly vodní (Rallus aquaticus), kteří se nenápadně pohybují v hustém rákosí.
Bezděkovský rybník (také Dlouhý) je rybník průtočný a je rozsáhlejší než rybník Andělský. Převažují zde porosty orobince a bahničky jehlovité (Eleocharis acicularis). Na jeho břehu se nachází pruh pravidelně kosených luk, za kterým již následuje orná půda. Hráz rybníka je hustě porostlá stromy.
Borský rybník (také Choboty) je průtočný rybník, který je zároveň největší z kaskády rybníků. V litorálu je porostlý orobincem a skřípincem jezerním (Schoenoplectus lacustris). Nechybí zde ovšem ani ostřice a sítiny. Bentos tvoří velké množství mlžů, převážně škeble rybníčná (Anodonta cygnea), jejíž ulity zde dosahují obdivuhodných velikostí. Při hrázi rybníka se nachází pás kamenů, na kterých je možnost pozorovat pisíky obecné (Actitis hypoleucos). Zároveň se Borský rybník může pyšnit nejvyšší biodiverzitou ptáků ze skupiny bahňáci, mezi kterými dominuje především vodouš bahenní (Tringa glareola), vodouš šedý (Tringa nebularia) a kulík říční (Charadrius dubius).
Velký Podsveský rybník je nebeský rybník, který není příliš hluboký a jeho severní břeh je poměrně kolmý. Biodiverzita bylin v litorálu je velmi nízká. Tvoří ji pouze menší porosty orobince a třtiny rákosovité (Calamagrostis arundinacea). Podél břehů se nacházejí pastviny a nekosené mokřinaté louky.
Malý Podveský rybník je plochou nejmenší ze soustavy rybníků. Jedná se o průtočný rybník, který je zarostlý orobincem a obklopují jej louky.
Velký Jemnický rybník je průtočný rybník, který je při severním břehu porostlý ostřicemi a třtinou rákosovitou (Calamagrostis arundinacea). Na hrázi rybníka se nachází porost vysokých listnatých stromů, mezi kterými převažuje dub letní (Quercus robur). Z ptáků se zde hojně vyskytuje hohol severní (Bucephala clangula), labuť velká (Cygnus olor), kachna divoká (Anas platyrhynchos) a čírka obecná (Anas crecca).

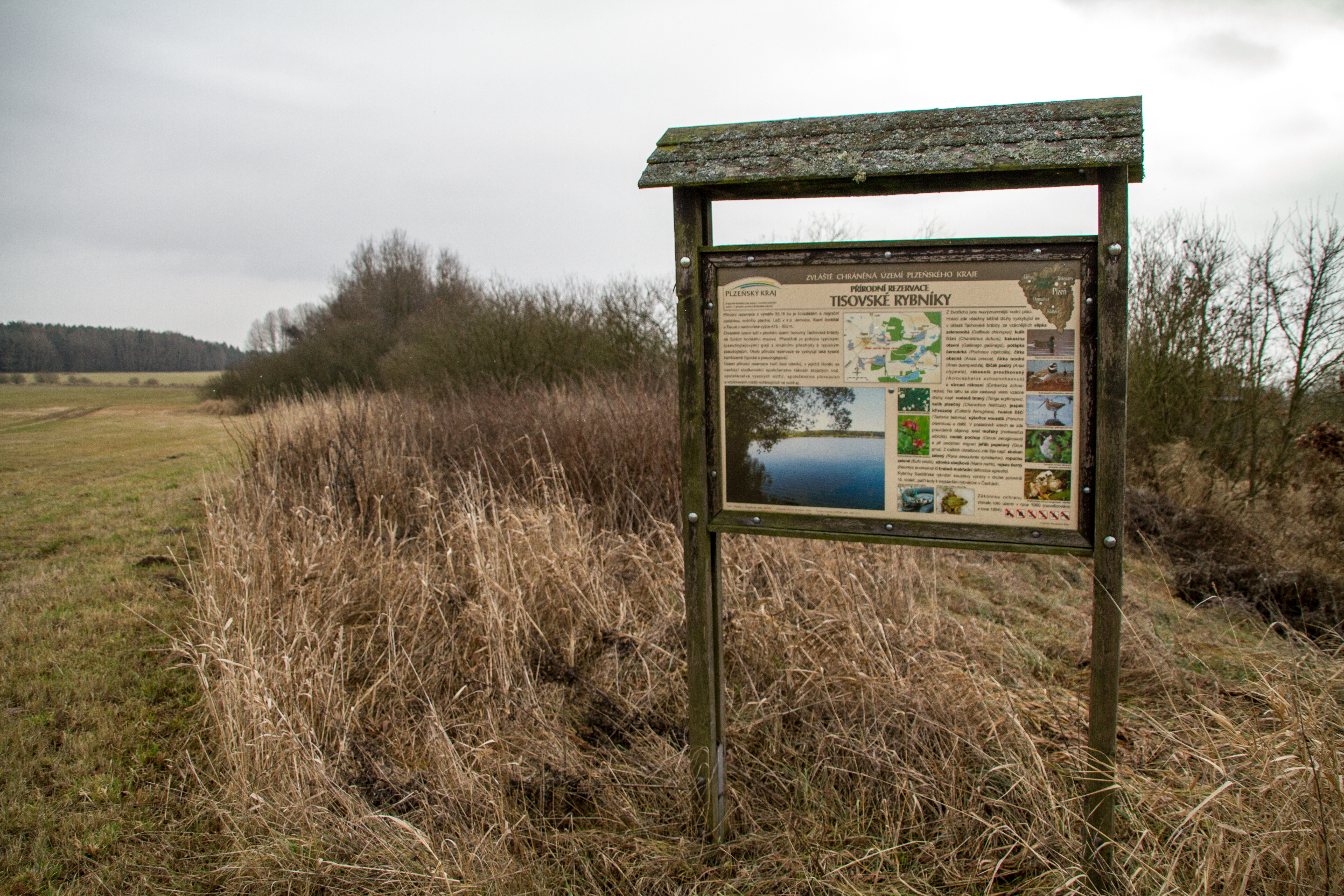
PR Tisovské rybníky

## Historie
Vodní soustava Tisovské rybníky byla založena pány ze Švamberka pravděpodobně ve 13. století. Zájem o ochranu hnízdícího vodního ptactva se však začal projevovat až v druhé polovině 80. let minulého století. Od roku 1970 docházelo na území k velkým změnám, kterými bylo například odbahňování či úprava rybničních břehů. Výše zmíněné změny měly negativní dopad na zdejší hnízdící vodní ptactvo a došlo k jeho výraznému úbytku. Z tohoto důvodu začalo od roku 1975 zoologické oddělení tehdejšího Okresního muzea v Tachově sledovat každoroční hnízdní početnost všech druhů vyskytujících se vodních ptáků na celkem 38 rybnících. Po deseti letech zkoumání byla zjištěna průměrná abundance všech hnízdících druhů vodních ptáků, počet hnízdících druhů, průměrná diverzita a také výskyt vzácnějších druhů, převážně druhů ohrožených dle Červeného seznamu ptactva ČR. Dané zkoumání zjistilo nejkvalitnější hnízdní úspěšnost vodního ptactva u rybníků Velký Jemnický, Borský, Andělský a Velký Podveský. Z tohoto důvodu bylo rozhodnuto soustavu rybníků připravit pro vyhlášení chráněným územím ve smyslu zákona o ochraně přírody č. 40/1956 Sb. Pro územní úplnost bylo později rozhodnuto přičlenit k výše zmíněným rybníkům i rybník Bezděkovský, který byl vyhodnocen jako rybník s mírně nadprůměrnou hnízdní úspěšností. Dne 15. října 1990 byla soustava rybníků vyhlášena přírodní rezervací.
S vyhlášením nové přírodní rezervace byl schválen i první plán péče na léta 1995–2004, který byl později nahrazen novým pro rok 2005–2014. V této době si již ornitologický výzkum uvědomil, že nejvýznamnější příčinou úbytku vodního ptactva je nadměrná intenzifikace chovu kapra obecného. Zjistilo se, že rybí obsádky jsou pro vodní ptactvo velkým potravním konkurentem a zdroje potravy jsou pro vodní ptáky nedostačující. Proto již nový plán péče pro rok 2005–2014 navrhoval snížení počtu pěstovaných ryb. Později se ovšem objevil i další problém k řešení. Do rybníka Velký Podveský dochází k vypouštění vody z čističky odpadních vod obce Tisová. I přesto, že se ještě v okolí obce nachází malý odkalovací rybníček, byla v devadesátých letech dvacátého století kvalita vypouštěné vody naprosto nevyhovující a rybník byl silně eutrofizován. Silná eutrofizace působila negativně nejen pro vodní ptactvo, ale i na vývoj porostů bylin v litorálu. V době schvalování prvního plánu péče byla situace na rybníce dosti kritická, tudíž počty hnízdících vodních ptáků zde byly minimální. Je ovšem velmi obtížné situaci napravit, tudíž jedinou možností zůstalo nechat přirozený vývoj k regeneraci původních podmínek. V pozdější době se již situace na rybníce podstatně zlepšila.

## Předmět ochrany
Hlavním předmětem ochrany je v případě Tisovských rybníků nejen soustava rybničních a přilehlých mokřadních ekosystémů, ale především vodní ptactvo. Stav rybníků není v dobrém stavu, a proto se kvantita i kvalita vodních ptáků snižuje. Negativním faktorem je především vysoké množství chovaných ryb, jejichž výskyt snižuje potravní zdroje pro ptáky. Dalším problémem je nedostatečné množství prostorů možných k hnízdění. Před několika lety došlo ke zregenerování porostů orobince, jehož odumřelé zbytky zahušťují trvalé porosty. Ty jsou pak nevhodné pro stavbu hnízd mnohým vodním ptákům (lysky, potápky,...). V devadesátých letech dvacátého století bylo pro ptáky velkým nebezpečím nedostatečné napouštění rybníků na jaře. Poté, co se začalo s letněním rybníků, se začala biodiverzita (např. skupiny bahňáků) zvyšovat. Ovšem krom bekasiny otavní (Gallinago gallinago) zatím nebylo prokázáno hnízdění žádného z nich. Vzhledem k tomu, že na okolních rybnících (např. Pískový rybník) je povolen chov a následný lov uměle odchovaných kachen, bylo velmi dobrou zprávou, když se založením přírodní rezervace byl chov zakázán.

## Přírodní poměry

### Flóra
V rezervaci je potvrzen výskyt několika druhů vyšších rostlin, mezi kterými se nachází i silně ohrožená rostlina kosatec sibiřský (Iris sibirica) či ohrožený hořec hořepník (Gentiana pneumonanthe). Mezi nejčastější rostliny patří rostliny vodní, kterými jsou orobinec širokolistý (Typha latifolia), rákos obecný (Phragmites australis), žabník jitrocelový (Alisma plantago-aquatica) či bahnička mokřadní (Eleocharis palustris). Podél hrází rybníků se nachází velké množství dubů letních (Quercus robur) a dubů zimních (Quercus petraea). Z keřů převládá střemcha obecná (Prunus padus).

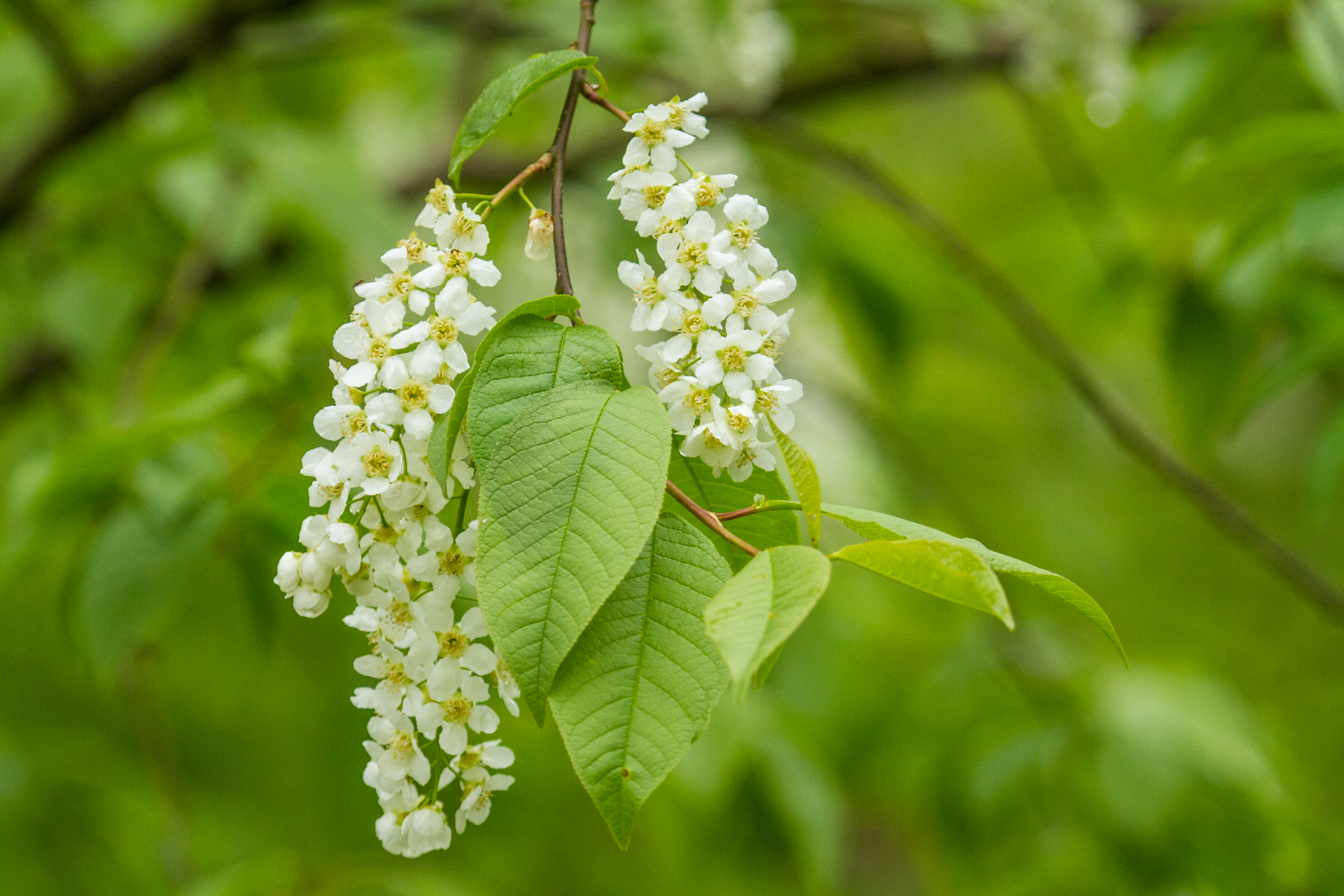
Střemcha obecná (Prunus padus)

### Fauna

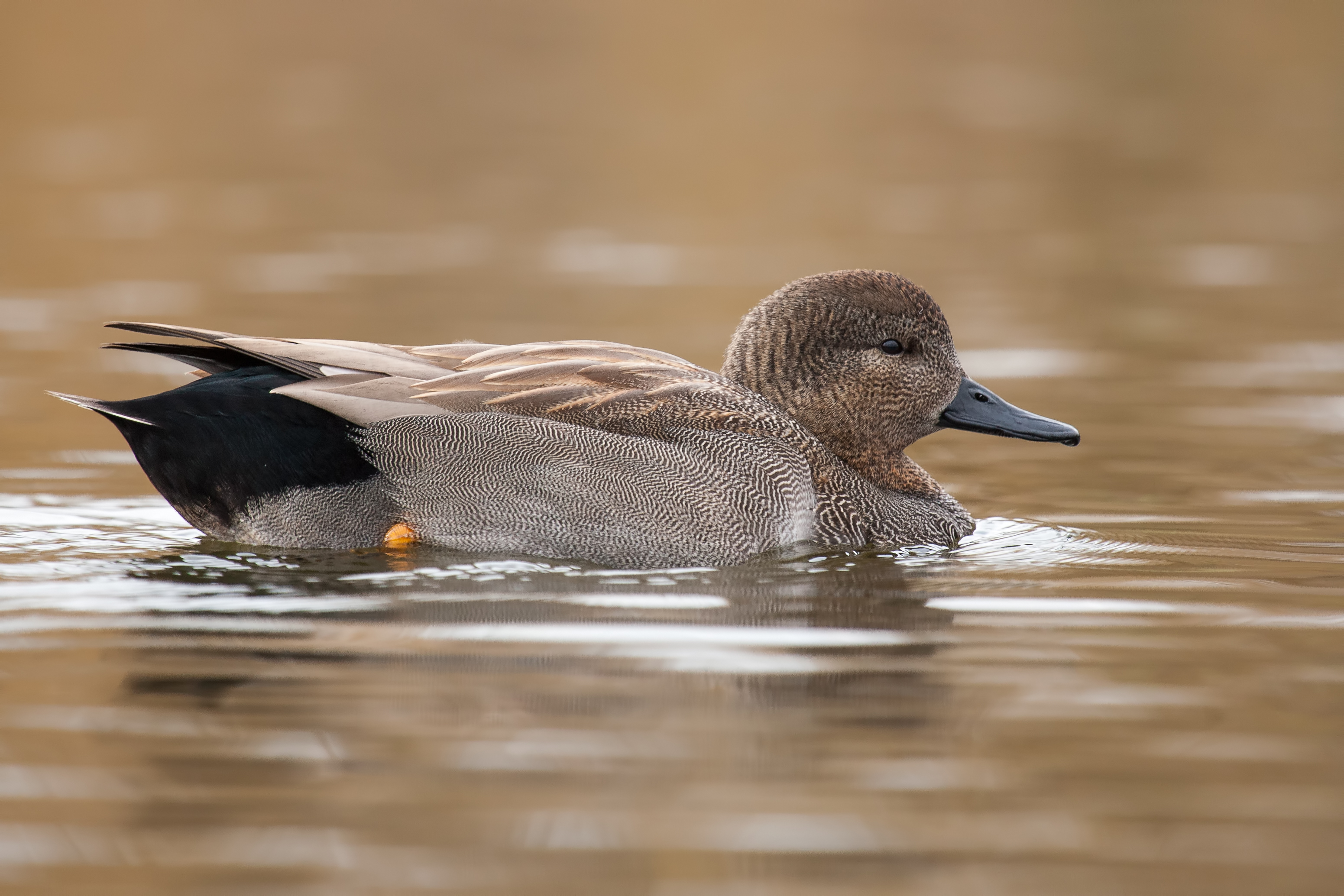
Kopřivka obecná (Anas strepera)

#### Ornitologie
V rezervaci bylo zjištěno více než 150 druhů ptáků, z nichž 18 zde pravidelně hnízdí. Z vodního ptactva patří k vzácnějším ostralka štíhlá (Anas acuta) a potápka černokrká (Podiceps nigricollis), jejichž jarní výskyt naznačuje stále patřičnou možnost návratu do přírodní rezervace. Dále se pravidelně vyskytují druhy jako husa velká (Anser anser), hohol severní (Bucephala clangula), lžíčák pestrý (Anas clypeata), kopřivka obecná (Anas strepera), polák chocholačka (Aythya fuligula), polák velký (Aythya ferina), potápka roháč (Podiceps cristatus), volavka bílá (Ardea alba), husice nilská (Alopochen aegyptiaca), husice liščí (Tadorna tadorna), racek chechtavý (Chroicocephalus ridibundus), slípka zelenonohá (Gallinula chloropus), lyska černá (Fulica atra), kachna divoká (Anas platyrhynchos), čírka modrá (Anas querquedula), čírka obecná (Anas crecca), potápka malá (Tachybaptus ruficollis) a řada dalších. Na jarním či podzimním tahu je možnost se zde setkat také s řadou ptáků ze skupiny bahňáci. Z nich tvoří největší počty vodouš bahenní (Tringa glareola), vodouš šedý (Tringa nebularia), čejka chocholatá (Vanellus vanellus), kulík zlatý (Pluvialis apricaria), jespák obecný (Calidris alpina), vodouš kropenatý (Tringa ochropus), vodouš tmavý (Tringa erythropus), kulík říční (Charadrius dubius), pisík obecný (Actitis hypoleucos), jespák bojovný (Philomachus pugnax) a mimořádně i kulík bledý (Pluvialis squatarola).
V rákosinách na okrajích rybníků byl potvrzen hnízdní výskyt slavíka modráčka středovevropského (Luscinia svecica), chřástala vodního (Rallus aquaticus), strnada rákosního (Emberiza schoeniclus), bekasiny otavní (Gallinago gallinago) a jeřába popelavého (Grus grus). Z pěvců je v okolí nejvíce zastoupen budníček menší (Phylloscopus collybita), budníček větší (Phylloscopus trochilus), bramborníček hnědý (Saxicola rubetra) a sýkora koňadra (Parus major). K dutinovým hnízdičům patří strakapoud velký (Dendrocopos major) a žluna zelená (Picus viridis).

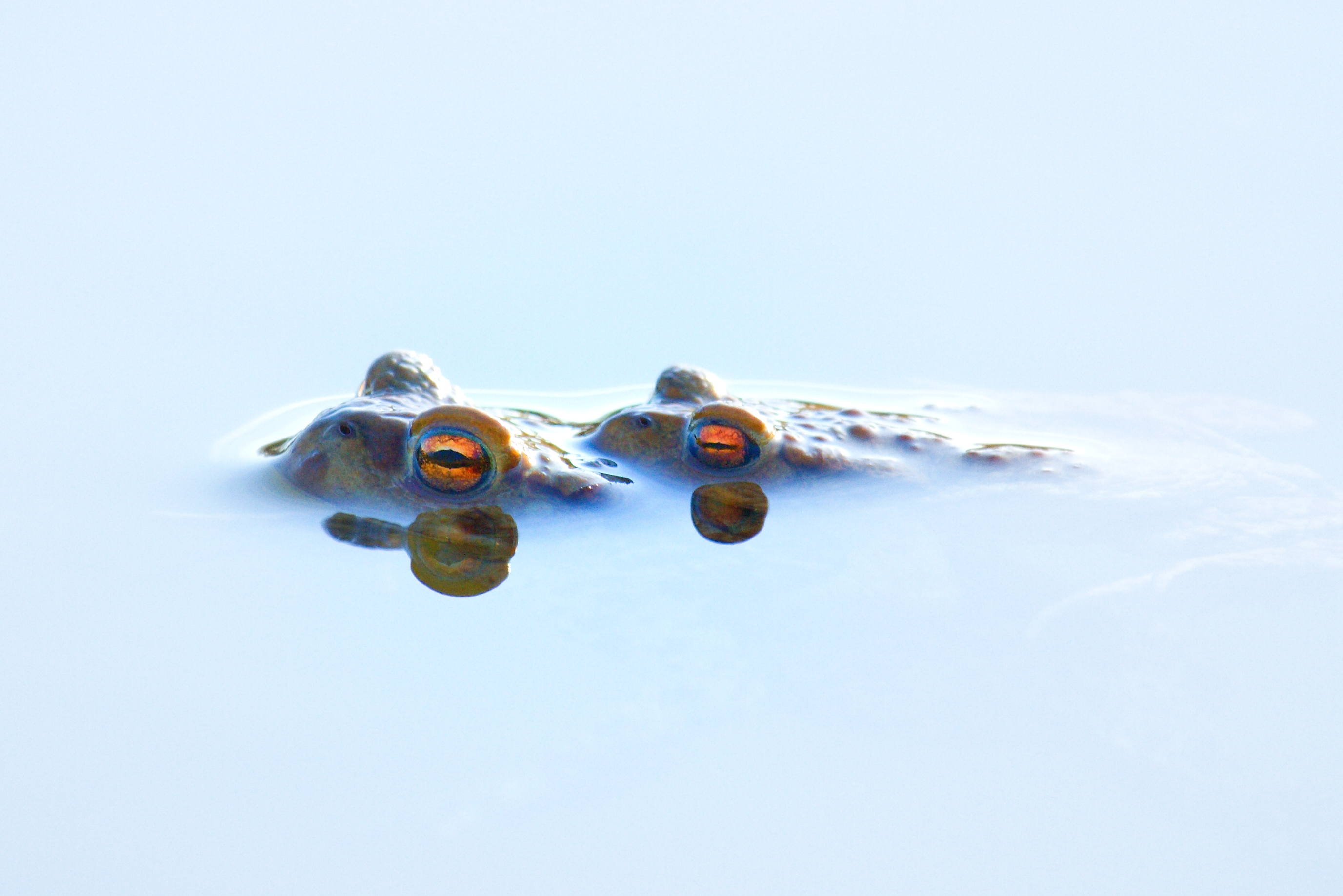
Ropucha obecná (Bufo bufo)

#### Batrachologie, ichtyologie, mammalogie a herpetologie
Předmětem zájmu nejsou pouze ptáci, ale i například obojživelníci a plazi. V rezervaci se vyskytuje především ropucha obecná (Bufo bufo) a 3 druhy skokanů, které se zde rozmnožují. Patří mezi ně skokan zelený (Pelophylax kl. esculentus), skokan krátkonohý (Pelophylax lessonae) a skokan ostronosý (Rana arvalis). Z plazů se zde můžeme setkat pouze s užovkou obojkovou (Natrix natrix).
V rezervaci žije mimo jiné několik desítek jedinců ohrožené ryby slunky obecné (Leucaspius delineatus). Vyskytuje se velké množství kaprů obecných (Cyprinus carpio), karasů obecných (Carassius carassius) a jelců tloušťů (Squalius cephalus).
Ze savců stojí za zmíňku především myška drobná (Micromys minutus), rejsec černý (Neomys anomalus) a hraboš mokřadní (Microtus agrestis). V okolí je také možnost spatřit lišku obecnou (Vulpes vulpes), norka amerického (Neovison vison), bobra evropského (Castor fiber), jelena siku japonského (Cervus nippon nippon), srnce obecného (Capreolus capreolus) či lasici kolčavu (Mustela nivalis)

## Plán péče
Přílišná intenzifikace výroby ryb vedoucí k velmi vysokým rybím obsádkám je nejhorším faktorem, který má negativní vliv především na hnízdění vodních ptáků. Na rybnících Bezděkovský, Velký a Malý Podveský došlo k omezení intenzity chovu, které AOPK ČR stanovila nájemci. Nadále bude potřeba intenzivně stavy obsádek kontrolovat a využívat všech možných právních prostředků k vymáhání jejich dodržení. Dále je navržena úprava příliš strmých břehů na určitých rybnících do ploššího sklonu technickým zásahem. To je potřeba provést především na severním břehu rybníka Velký Podveský. Dále je také potřeba pokračovat v zazemňování a kosení přílišného rozrůstání litorálních bylinných porostů. Největší důraz by se měl brát na kosení lokalit s ohroženými rostlinami, jako hořce hořepníku a kosatce sibiřského a to konkrétně mimo dobu kvetení. Podle zkušeností je ideální dobou pro kosení podzim a to konkrétně po vypuštění rybníků pro výlov. V této době se kosení provádí celkem snadno. Nakosený materiál byl dříve pálen na obnaženém dně. Dnes se však doporučuje jej uložit mimo přírodní rezervaci. Tímto krokem se zamezí likvidaci larev, najád a nymf vodního hmyzu přezimujících v spodních částech stébel v porostech. Dále by bylo vhodné zajistit aspoň entomologický průzkum vhodných skupin (vodní brouci, ploštice, vážky). Ačkoliv nelze očekávat mimořádně cenné druhy, je dobré napravit situaci, kdy se o entomofauně v této rezervaci neví prakticky nic.

## Turismus
Soustava rybníků je volně přístupná. Rybníky se nacházejí podél cest směřujících směrem od Stříbra k Tachovu. Koupání v rybnících není z důvodu znečištění vody doporučováno. Vhodnou dobou pro návštěvu je jaro, kdy se na hladinách rybníků pohybuje velké množství kachen a v okolí kvetou byliny a keře.

## Obrázky

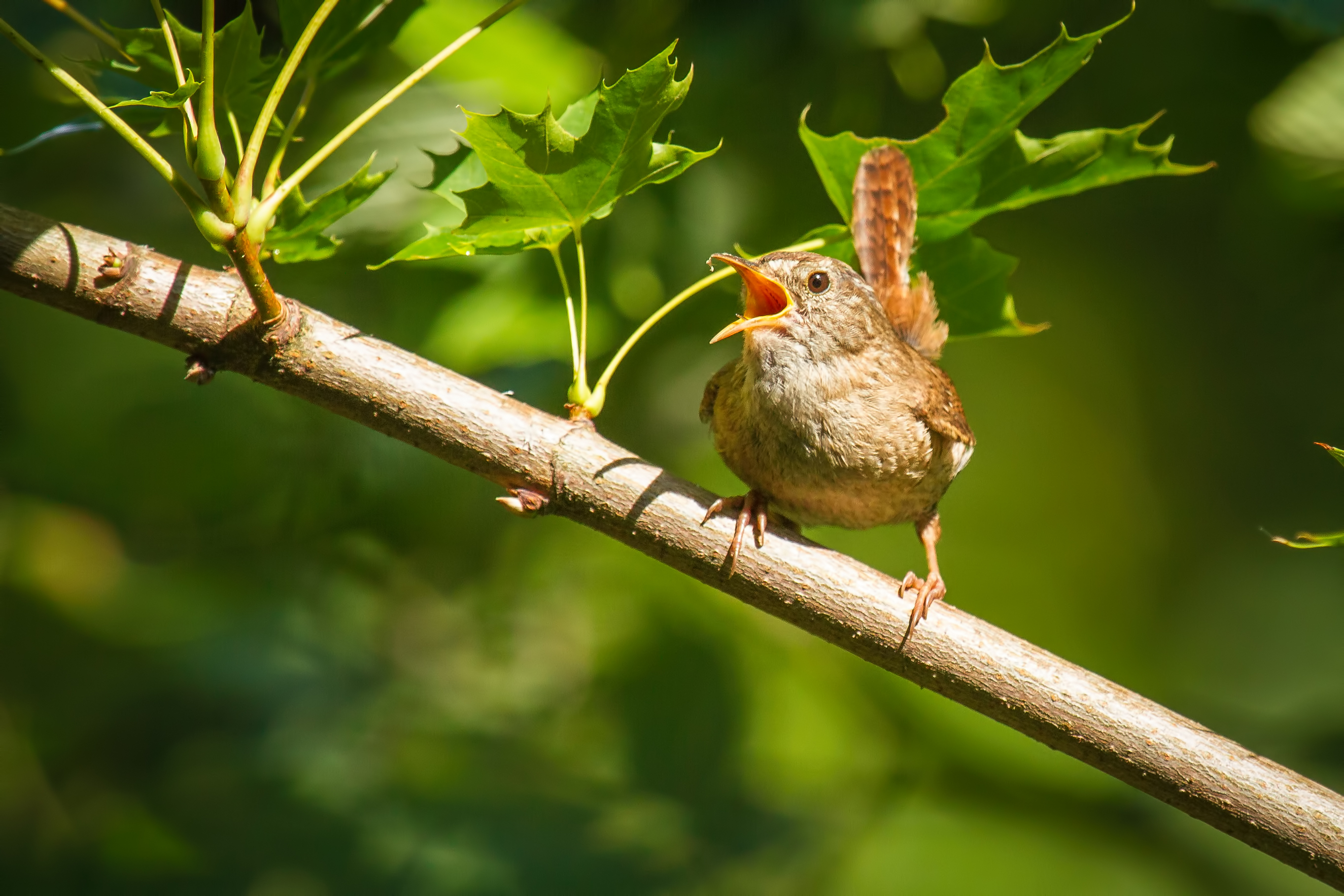
Střízlík obecný
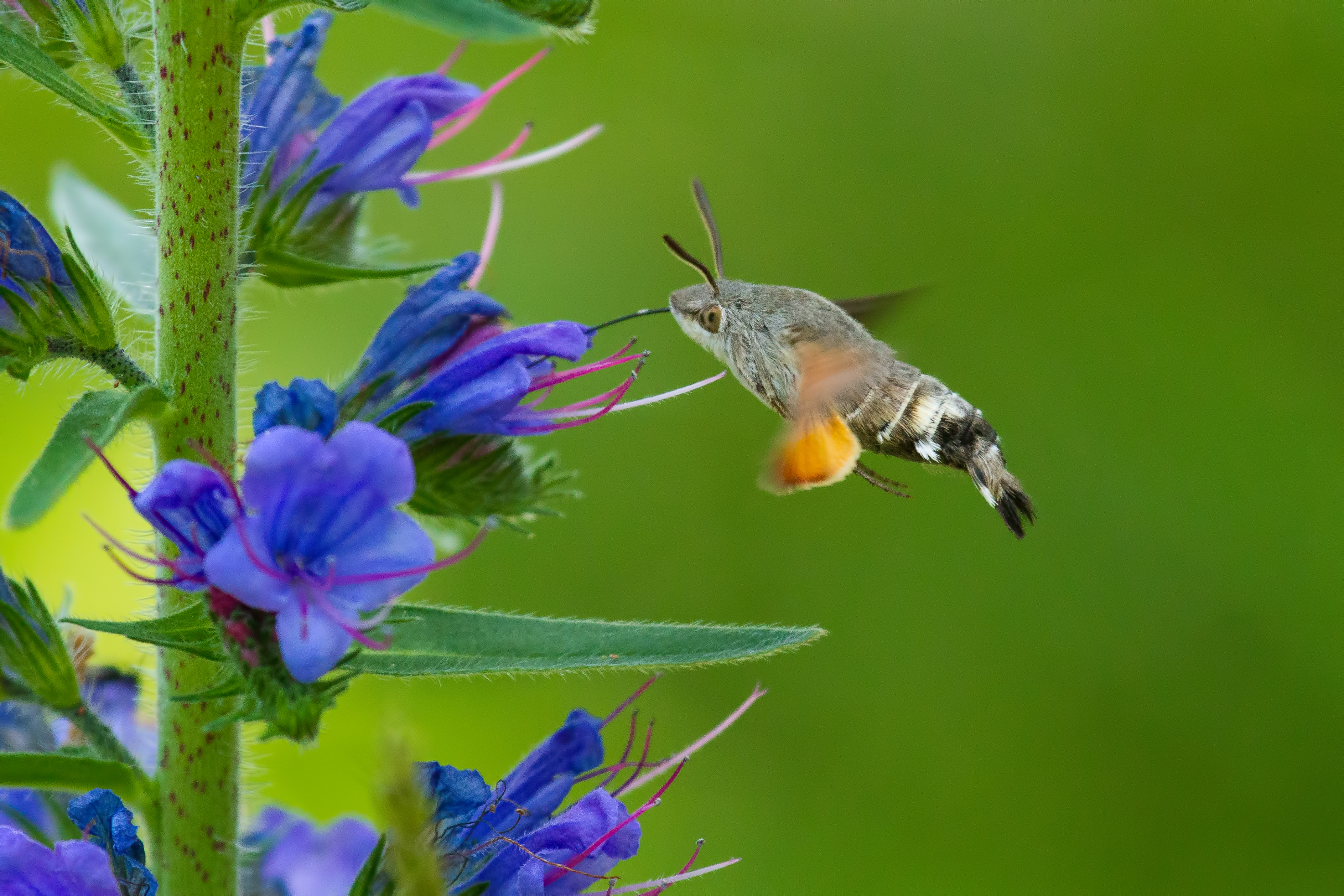
Dlouhozobka svízelová
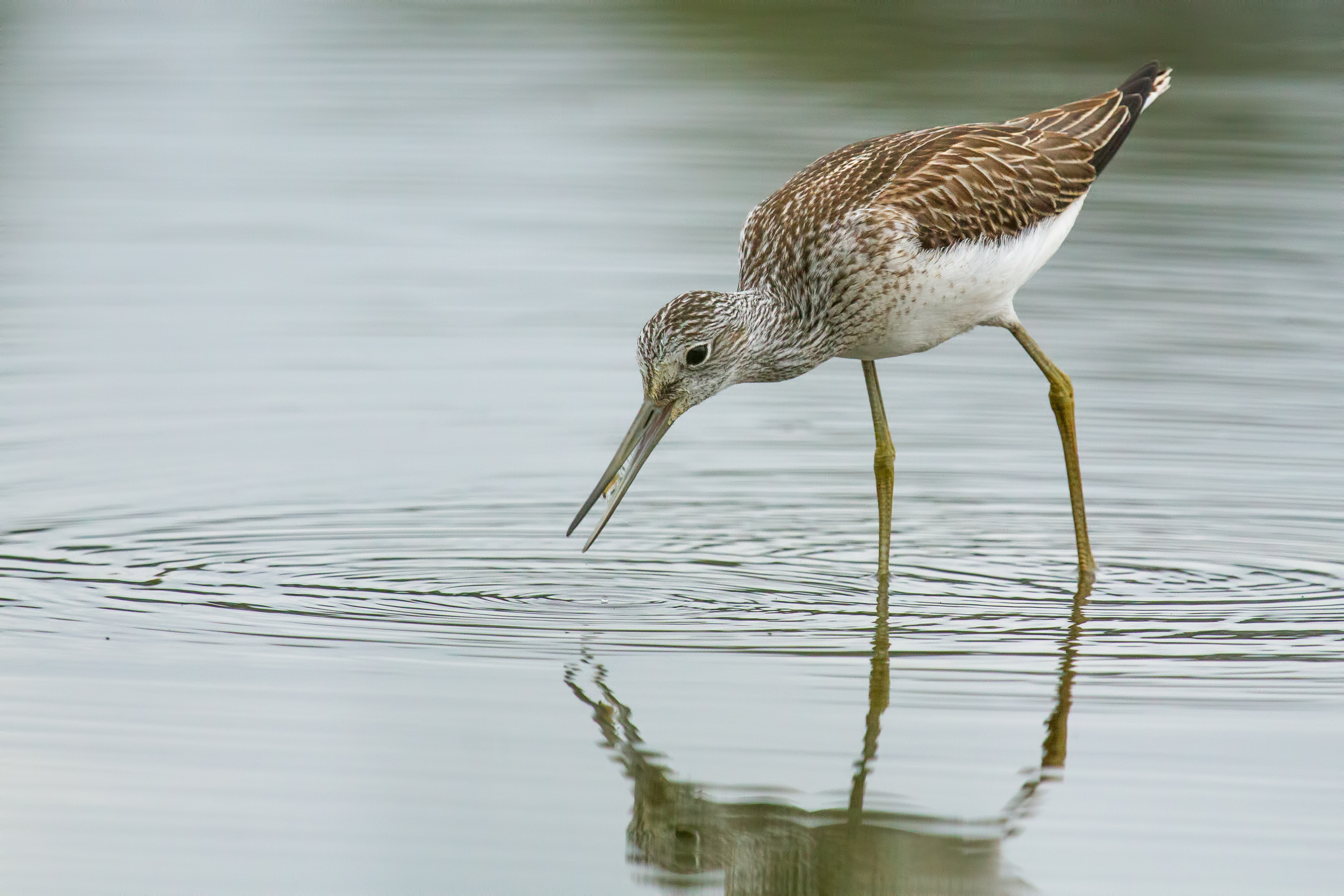
Vodouš šedý
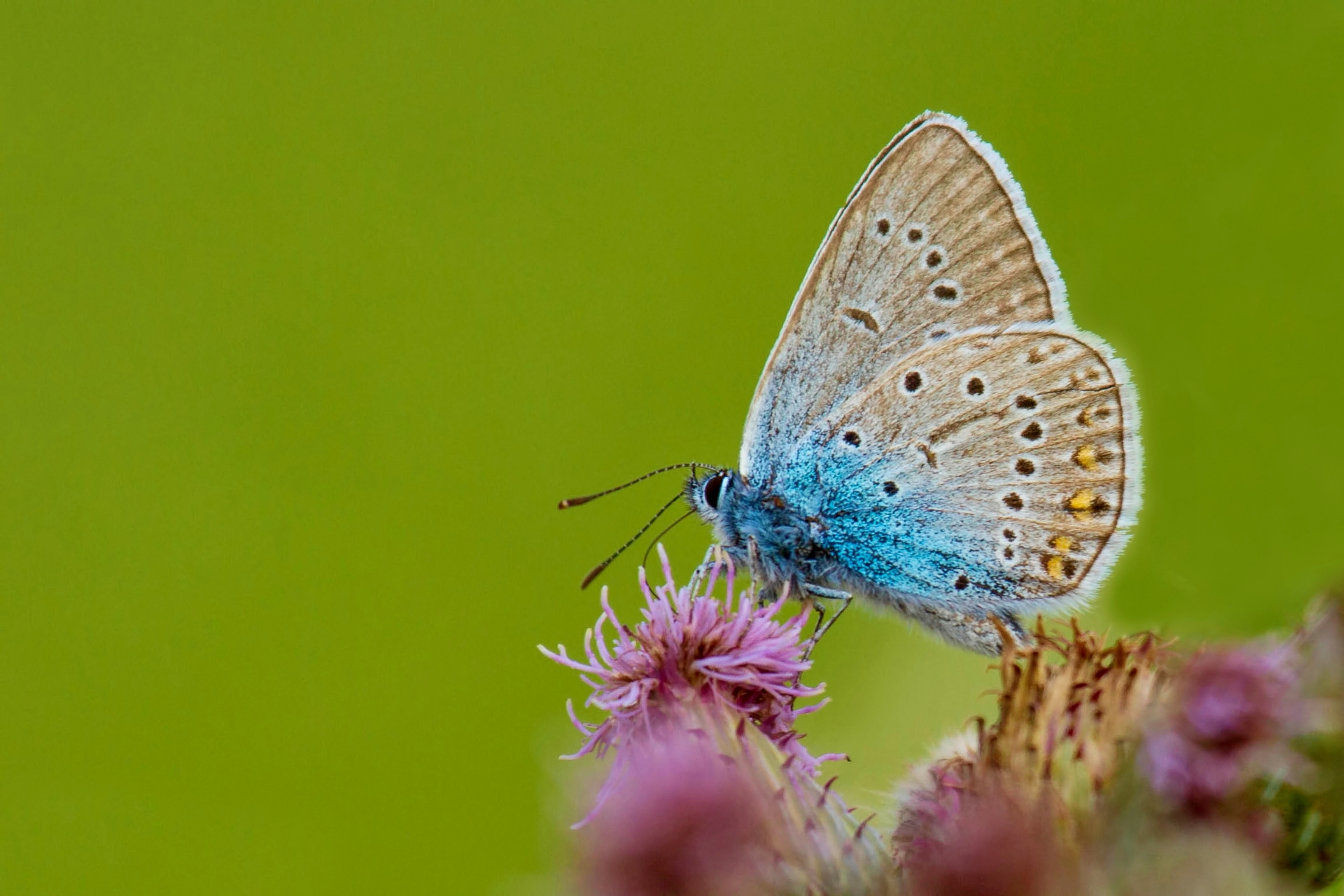
Modrásek ušlechtilý
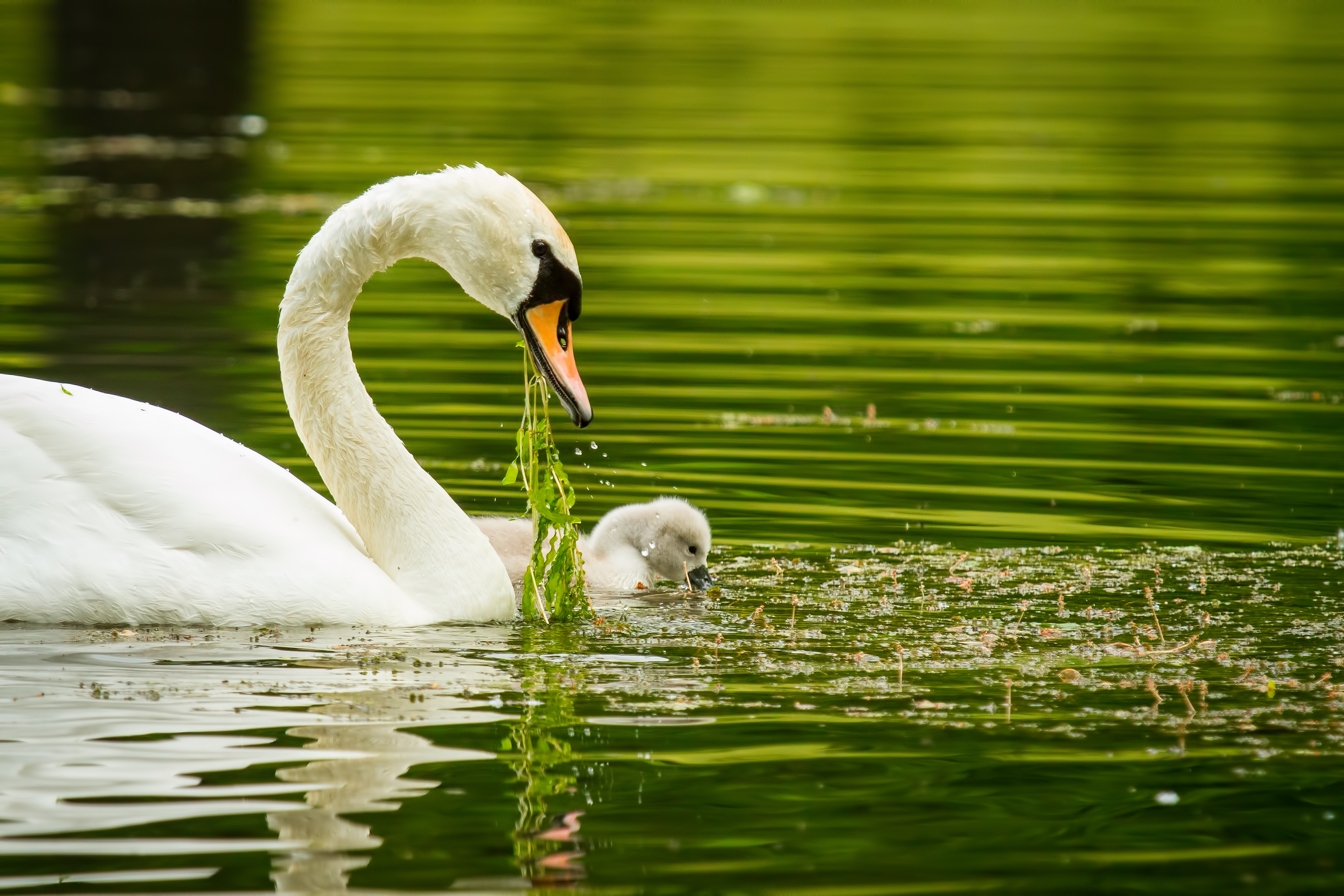
Labuť velká
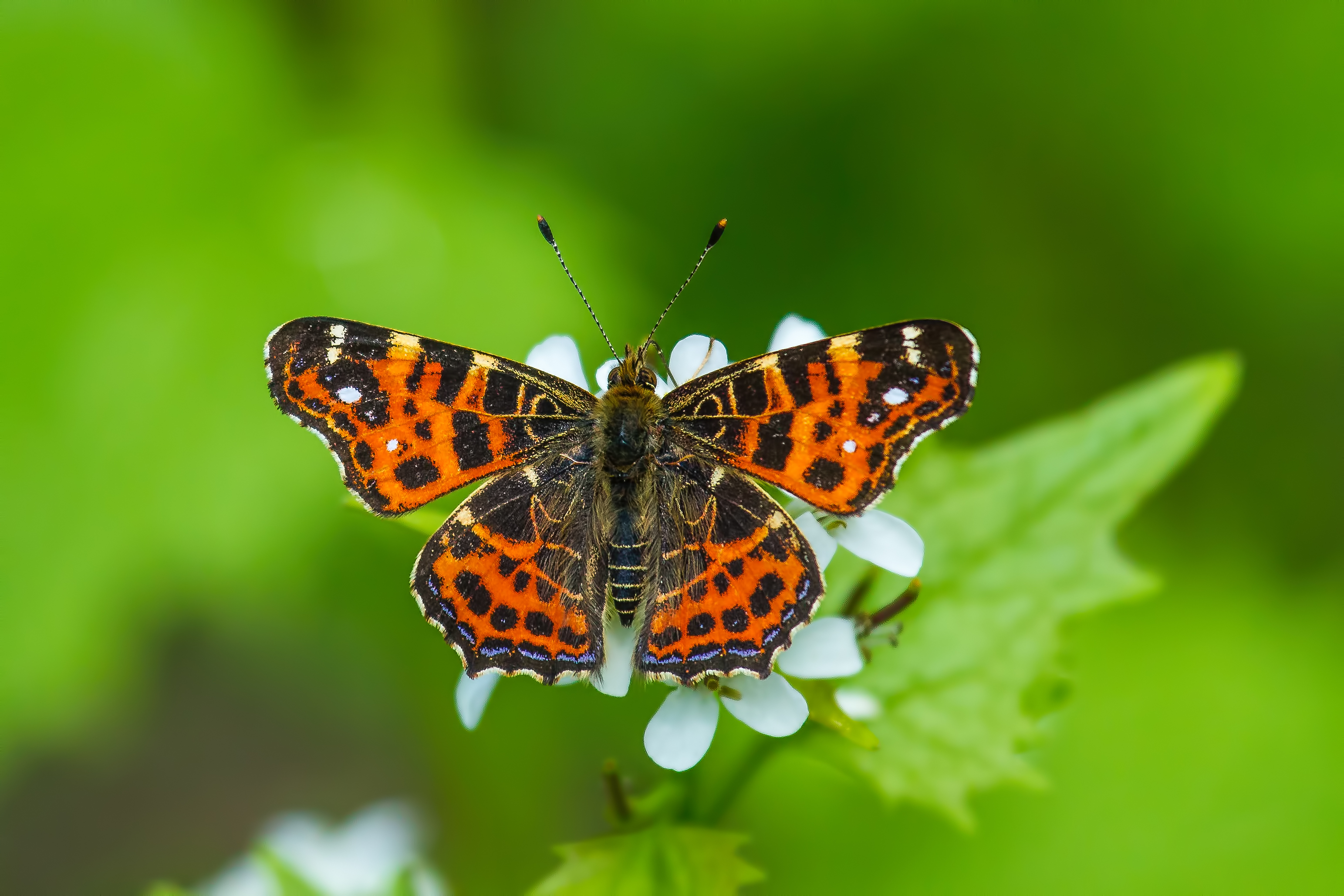
Babočka síťkovaná
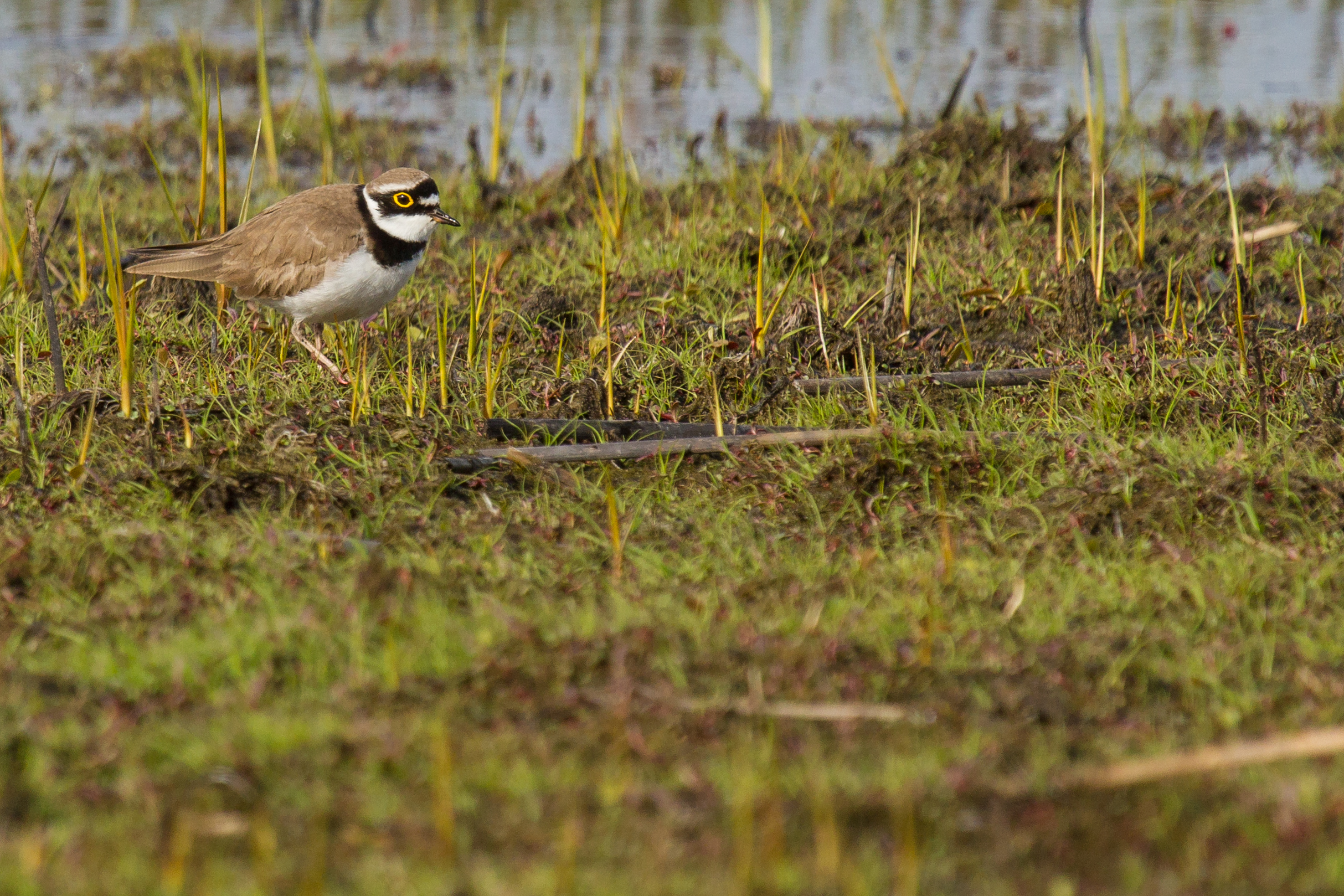
Kulík říční
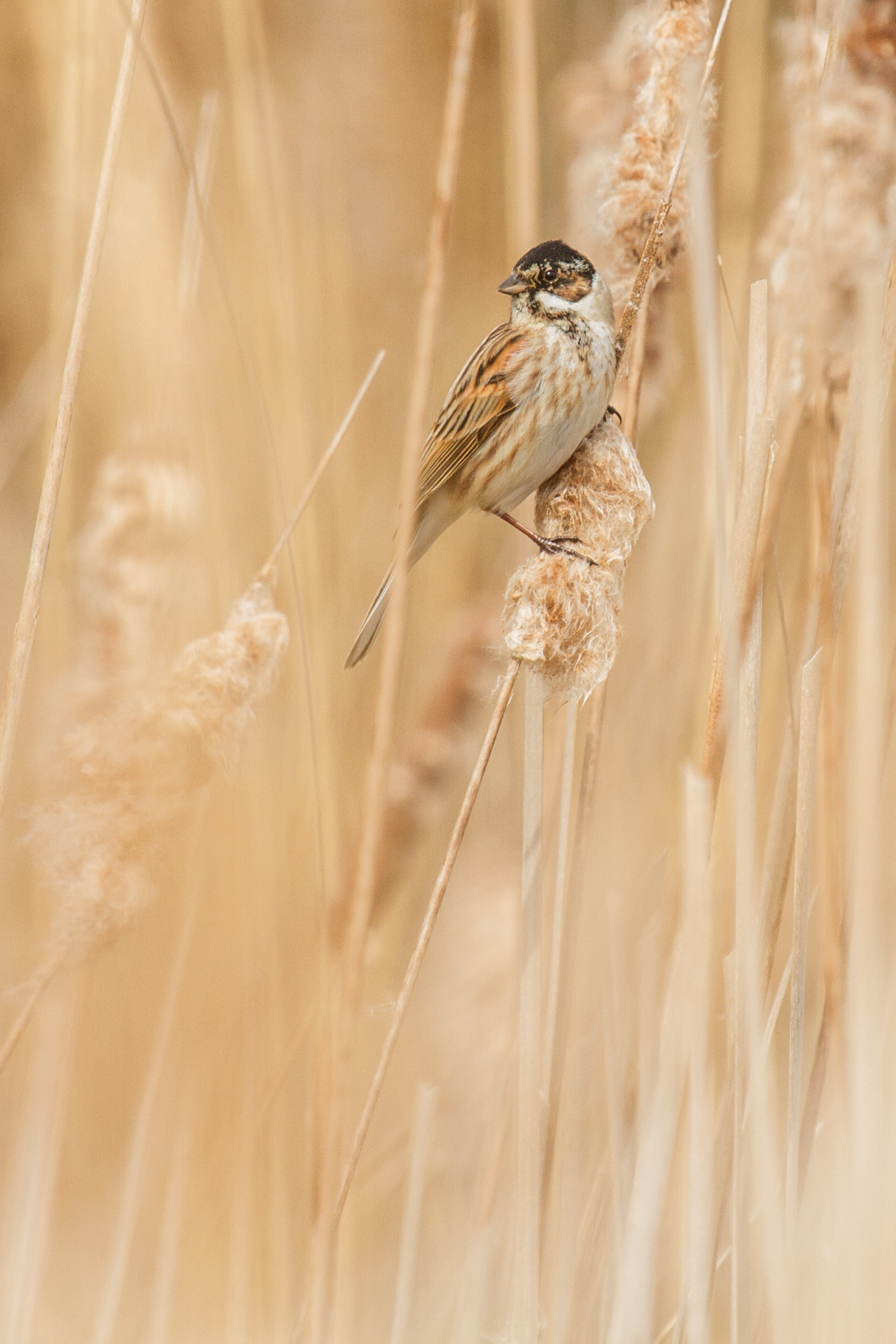
Strnad rákosní
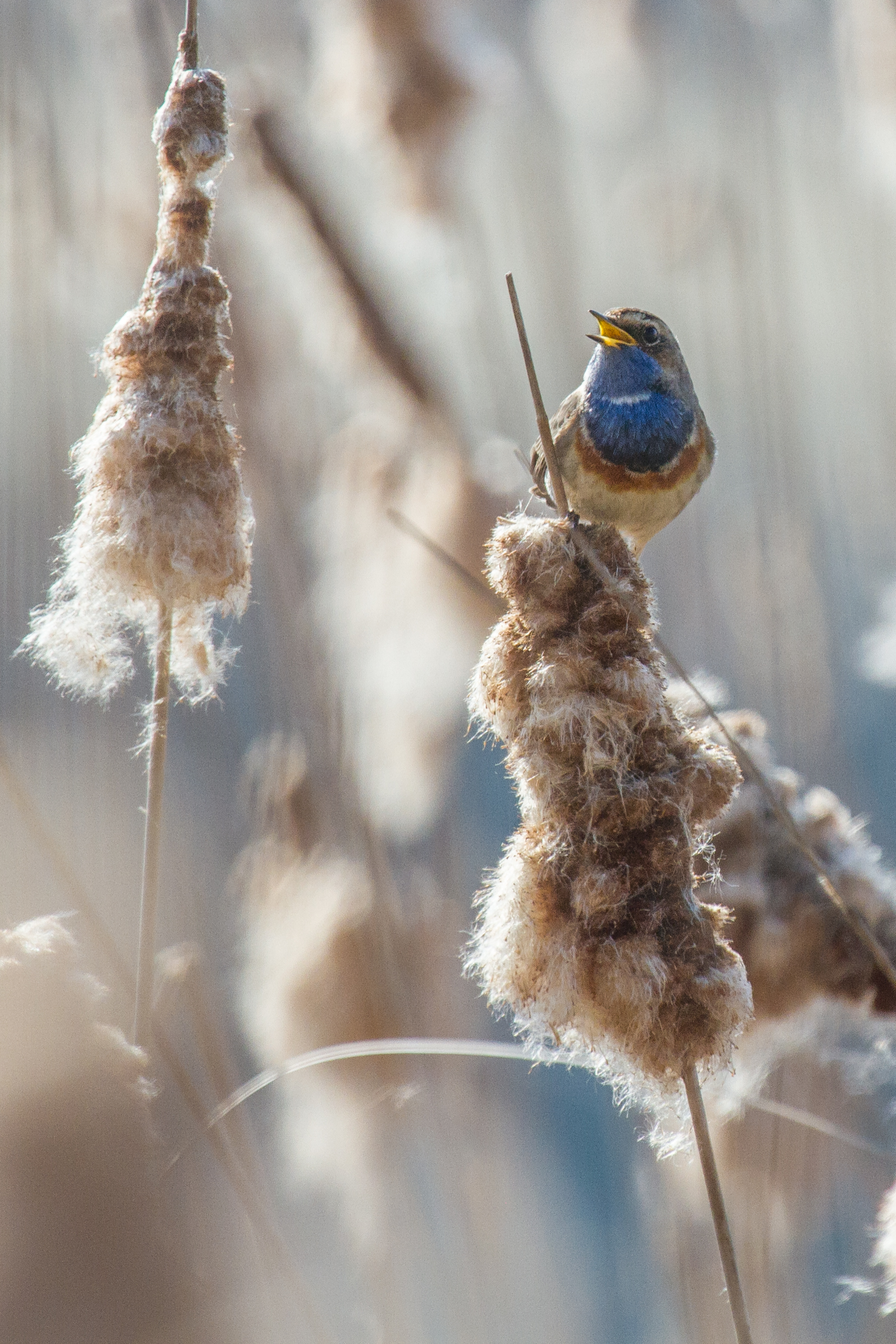
Slavík modráček středoevropský
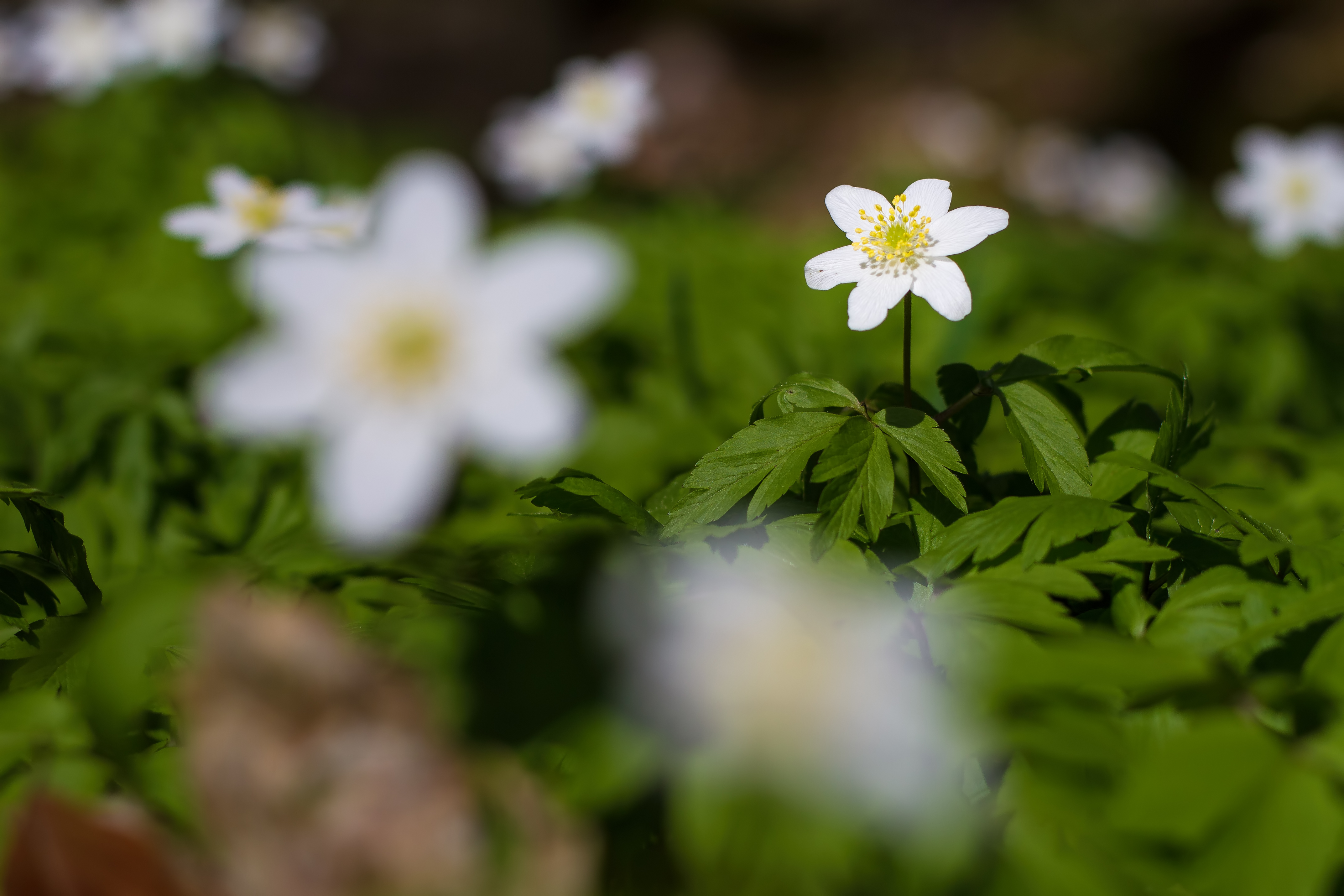
Sasanka hajní
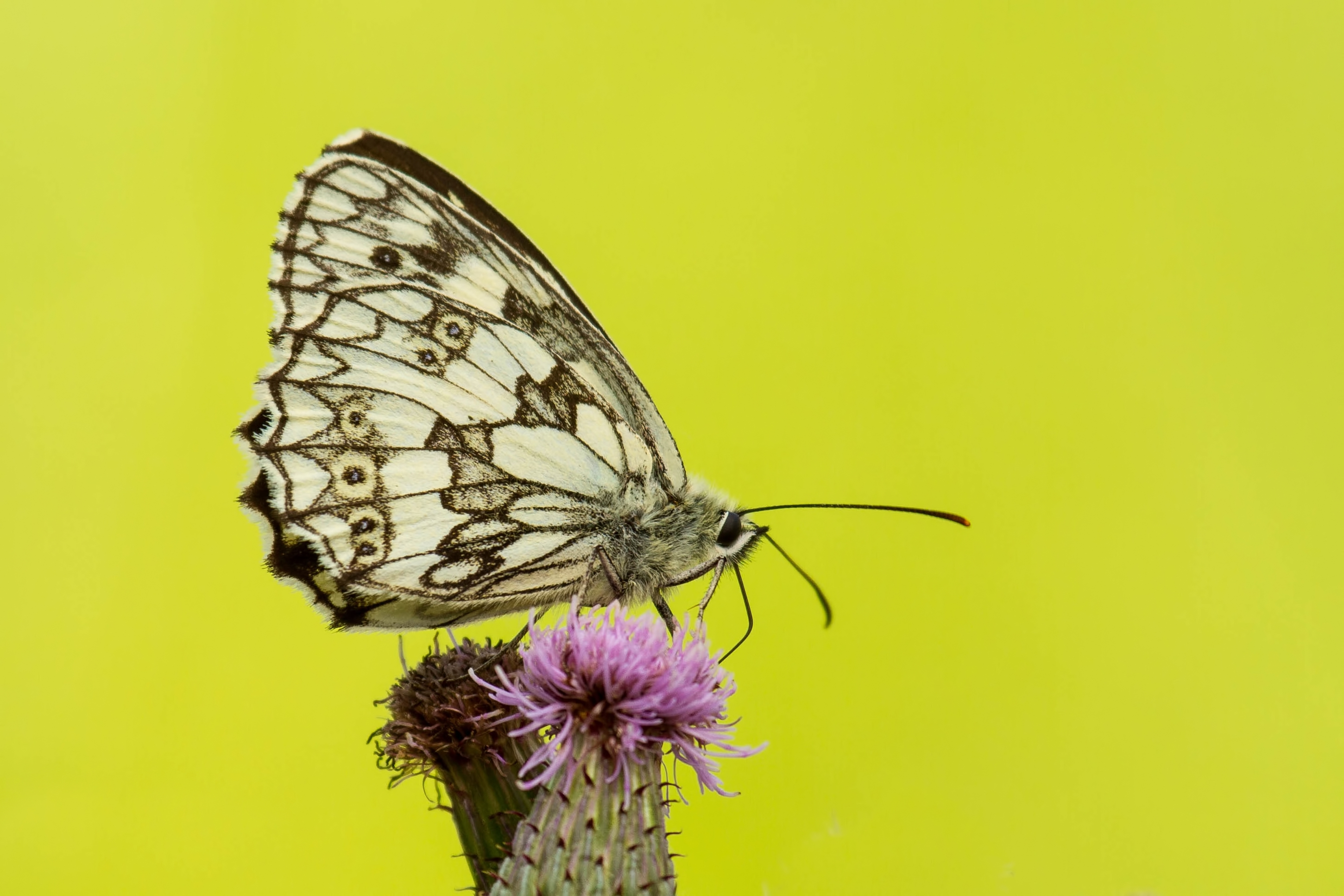
Okáč bojínkový
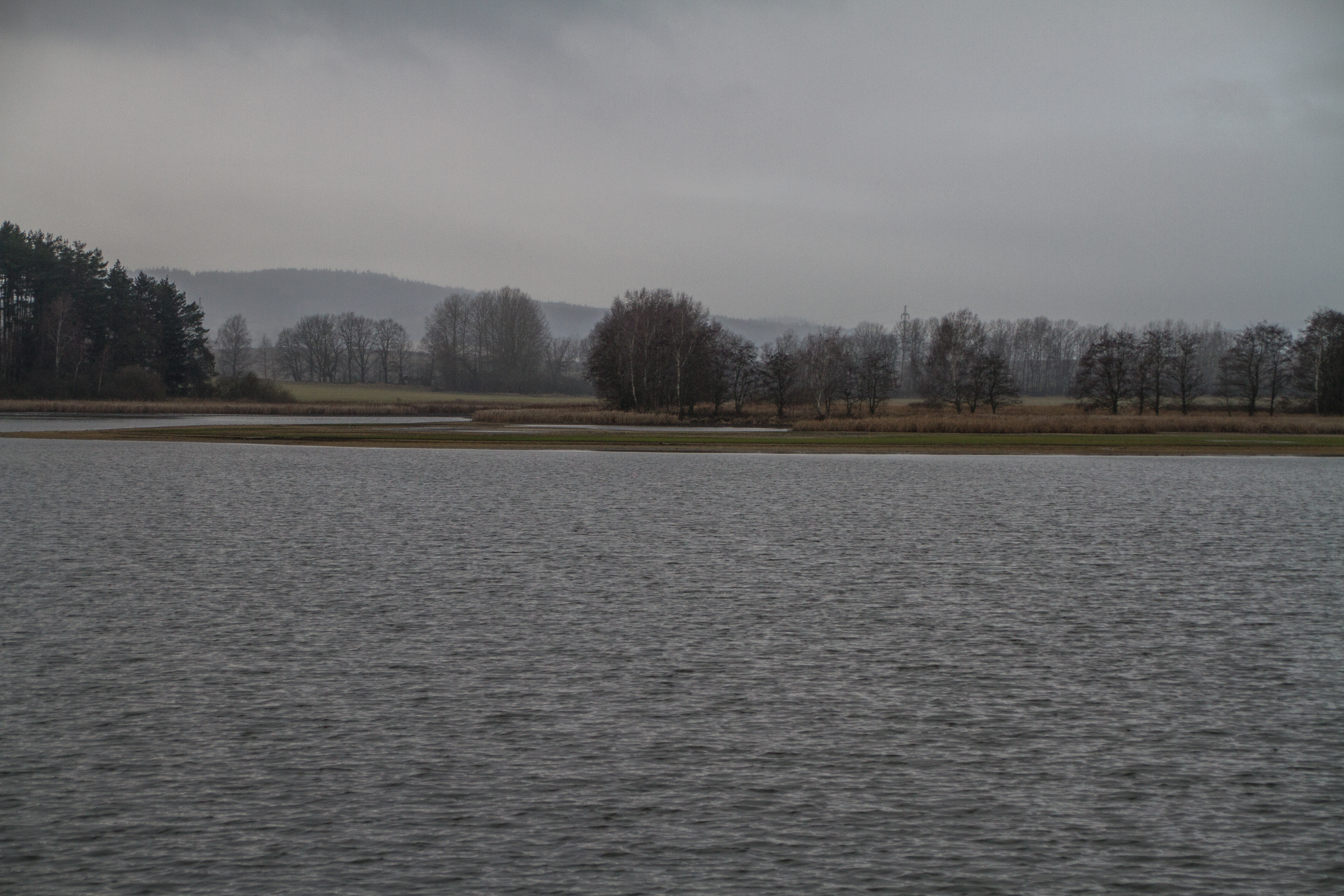
Pohled na Borský rybník
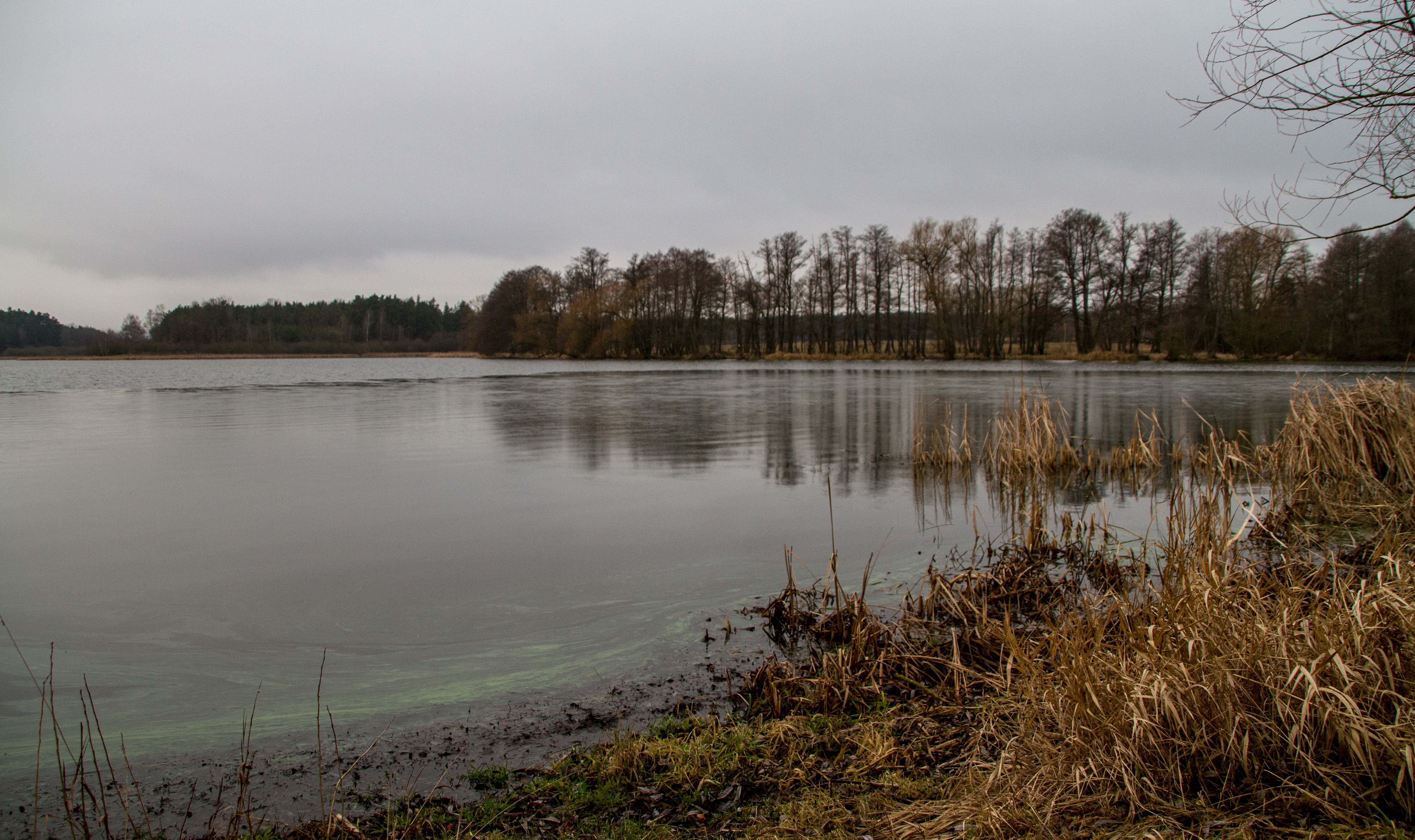
Pohled na Velký Jemnický rybník
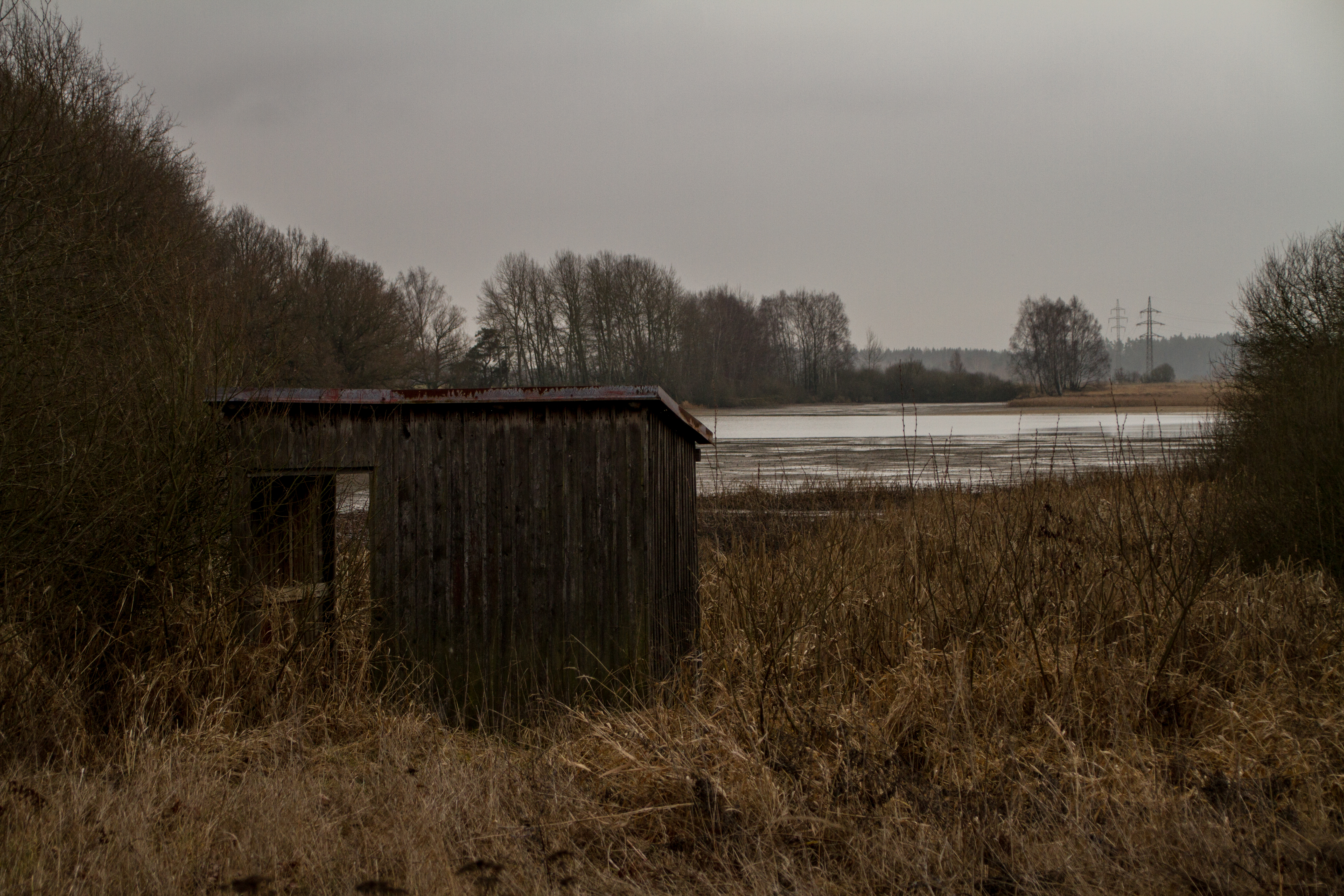
Pohled na Bezděkovský rybník